# Щелеморды
Щелеморды (лат. Nycteris) — род млекопитающих монотипного семейства Nycteridae отряда рукокрылых.

## Общее описание
Своё название получили за глубокий продольный желобок, идущий посередине морды, выше ноздрей. Желобок ограничен и частично скрыт носовыми листками. Его функция неизвестна; предположительно, участвует в формировании эхолокационных сигналов. Межглазничная область черепа соответственно глубоко вогнута. 
Размеры у щелемордов некрупные: длина тела 4,5—7,5 см, длина предплечья 3,5—6,5 см. Длинные уши соединены между собой невысокой перепонкой. Крылья широкие. Один морфологический признак не встречается у других млекопитающих: последний позвонок хвоста (полностью включённого в межбедренную перепонку) имеет Т-образный кончик, который поддерживает край перепонки. Волосяной покров длинный, довольно редкий, окрашенный в серый, бурый или оранжевый цвет. Зубов 32.

## Образ жизни
Обитают в тропической зоне Африки, Передней и Юго-Восточной Азии, на о-вах Мадагаскар, Калимантан, Тимор и Ява. Встречаются как в сухих степях с отдельными деревьями, так и в дождевых лесах. День проводят в пещерах, дуплах, постройках, среди веток даже низкорослых кустов. Днюют также в норах других млекопитающих — дикобразов, трубкозубов. На дневках собираются группами до 20 особей, иногда держатся поодиночке или парами. Летают медленно, часто садятся. Зачастую кормятся близко к земле, ловя ползающих насекомых и скорпионов; один вид, гигантский щелеморд, ловит и поедает мелких позвоночных. На охоте издают сигналы высокой частоты и низкой интенсивности. Самка приносит 1 детёныша, возможно 2 раза в год. Лактационный период длится 45—60 дней. 

## Список видов
Точное число видов неизвестно; предположительно, их 13—16. Названия приведены в соответствии с АИ
- Щелеморд Бейта (Nycteris arge (Thomas , 1903)) 
Распространение: от Сьерра-Леоне до северного Заира, северо-восточной Анголы, западной Кении, северо-западного Судана, а также на о. Биоко.
- Nycteris aurita (K. Andersen, 1912) 
Распространение: Восточная Африка от Судана до Замбии.
- Гамбийский щелеморд (Nycteris gambiensis (Andersen, 1912)) 
Распространение: Западная Африка от Сенегала до Бенина.
- Гигантский щелеморд (Nycteris grandis (Peters, 1865)) 
Распространение: от Сенегала до Заира и стран Юго-Восточной Африки (Уганда, Кения, Танзания, Малави, Замбия, Зимбабве, Мозамбик), а также на о-вах Занзибар и Пемба.
- Мохнатый щелеморд (Nycteris hispida (Schreber, 1774)) 
Распространение: от Сенегала до Сомали, Ангола, Южная Африка, о-ва Занзибар и Биоко.
- Средний щелеморд (Nycteris intermedia (Aellen,1959))[2] 
Распространение: от Гвинеи до Камеруна, Анголы и Танзании.
- Яванский щелеморд (Nycteris javanica (Geoffroy, 1813)) 
Распространение: Ява, Бали.
- Большеухий щелеморд (Nycteris macrotis (Dobson, 1876)) 
Распространение: от Сенегала до Эфиопии и Зимбабве, Занзибар.
- Мадагаскарский щелеморд (Nycteris madagascariensis (Grandidier, 1937)) 
Распространение: Мадагаскар.
- Большой щелеморд (Nycteris major (Andersen, 1912)) 
Распространение: от Либерии до Камеруна, ЦАР, Конго, Заира, Замбии.
- Малый щелеморд (Nycteris nana (Andersen, 1912)) 
Распространение: от Ганы до южного Судана, Уганды, западной Кении, Танзании, южного Заира, северной Анголы.
- Сомалийский щелеморд (Nycteris parisii (de Beaux, 1924)) 
Распространение: Камерун, Эфиопия, Сомали.
- Египетский щелеморд (Nycteris thebaica (Geoffroy, 1818)) 
Распространение: запад Аравийского полуострова, Палестина, Египет, Ливия, Марокко и все страны Африки южнее Сахары.
- Малайский щелеморд (Nycteris tragata (Andersen, 1912))[2] 
Распространение: Мьянма, Таиланд, Малайзия, Суматра, Калимантан.
- Щелеморд Винсона (Nycteris vinsoni (Dalquest, 1965)) 
Распространение: Мозамбик.
- Щелеморд Вуда (Nycteris woodi (Andersen, 1914)) 
Распространение: Танзания, Замбия, Зимбабве, Малави, Мозамбик, ЮАР.